# 阿尔科莱亚德塔霍
阿尔科莱亚德塔霍，是西班牙卡斯蒂利亚-拉曼恰托莱多省的一个市镇。总面积65平方公里，总人口777人（2001年），人口密度12人/平方公里。